# Origen: espíritus del pasado
Origen: espíritus del pasado (en japonés - 銀色の髪のアギト) es una película anime producida por los estudios Gonzo en Japón. Se estrenó en ese país el 7 de enero de 2006.

## Sinopsis
En un mundo postapocalíptico, unos cientos de años en el futuro de nuestra civilización actual, el agua es un bien escaso y controlado por "El Bosque", que posee conciencia propia y unos seres denominados "Druidas" que lo habitan, defienden y hablan en su nombre. Agito es un chico que vive en Ciudad Neutral, levantada a partir de los escombros de una metrópoli antigua y cuyo nombre proviene del deseo de sus habitantes de convivir con El Bosque. Un día que Agito va con su amigo Cain a robar agua de la reserva del Bosque, encuentra a una chica llamada Toola, superviviente de la catástrofe que asoló el planeta y que se encontraba criogenizada en una estación de salvamento. Toola empieza a vivir en Ciudad Neutral pero sigue desconcertada tras ver el estado del mundo. Por otro lado, no todas las personas del nuevo mundo desean la convivencia con El Bosque, Ragna es un país militar dispuesto a usar todos los medios necesarios para destruirlo. Un hombre llamado Shunack, coronel del ejército de Ragna y que por lo visto también es un superviviente del pasado, se percata de la aparición de Toola y sale a su encuentro, pues la considera la clave para llevar a cabo sus planes.

## Reparto
| Personajes   | Actor de voz Japón |
| ------------ | ------------------ |
| Agito        | Ryō Katsuji        |
| Toola        | Aoi Miyazaki       |
| Cain         | Masaru Hamaguchi   |
| Minka        | Omi Minami         |
| Yolda        | Yūko Kotegawa      |
| Hajan        | Toshikazu Fukawa   |
| Shunack      | Kenichi Endō       |
| Agashi       | Ren Ōsugi          |
| Jessica      | Atsuko Yuya        |
| Bērui        | Kurumi Mamiya      |
| Zērui        | Tomoko Kaneda      |
| Doctor Sakul | Hideyuki Tanaka    |

## Personajes
- Agito: es el personaje principal, vive en un mundo en ruinas, tiene 14 años y es de estatura normal, al final su pelo es plateado.
- Toola: es uno de los personajes principales, viene del pasado (nuestra actualidad), Agito luchará por ella hasta la muerte.

## Recepción
La cinta cuenta con un 72% de índice aprobatorio en Rotten Tomatoes, con una puntuación promedio de 7.2/10. El sitio Anime News Network le dio una reseña mixta:

Visualmente, Origin es todo lo que se puede esperar de una producción de Gonzo: grandes animaciones, excelentes efectos especiales y una ambiciosa banda sonora. El problema es que carece de alma, su historia es similar a la de un juego de computadora estándar.